# Solagna
Solagna est une commune italienne de la province de Vicence dans la région Vénétie en Italie.

## Géographie

### Hameaux
Bresagge, Ponte San Lorenzo.
Annuario Generale dei Comuni e delle Frazioni d'Italia, Touring Club Italiano, Milano, 1993

### Communes limitrophes
Bassano del Grappa, Campolongo sul Brenta, Pove del Grappa, Romano d'Ezzelino, San Nazario

## Administration
| Période     | Période  | Identité            | Étiquette                       | Qualité |
| ----------- | -------- | ------------------- | ------------------------------- | ------- |
| 27 mai 2019 | En cours | Stefano Bertoncello | liste civique Uniti per Solagna |         |

## Jumelages
- Codogno (Italie)